# 罗德岛的阿波罗尼奥斯
罗德岛的阿波罗尼奥斯（前3世纪早期—前3世纪后期），又称阿波罗尼奥斯（罗德岛的），是亞歷山大圖書館的图书管理员。他因其史诗阿尔戈英雄纪而闻名，内里记述了伊阿宋和阿尔戈英雄求取金羊毛的神话故事，是史诗史上的重要一笔。
阿波罗尼奥斯并非来自罗德岛，事实上他是一个希腊化的埃及人。他在罗德岛住过一段时间，在那里他得到了“罗德岛的”作为其称号。

## 生平

### 资料来源
关于阿波罗尼奥斯的人生主要有四种信息来源：在阿波罗尼奥斯作品评注中有两篇名为"阿波罗尼奥斯的生平"。10世纪的百科全书苏达辞书中关于他的简介；和公元二世纪的纸草书：俄克喜林库斯(Oxyrhynchus）文书第1241。
这些文书提供了亚历山大里亚图书馆的几任馆长的名字。1241 提供了比其他资料多得多的信息，因为它比其他资料的写作时间相比大大接近阿波罗尼奥斯的生活年代。其他混杂的文章提供了更多信息。

### 可以明确的地方
- 出生:两篇生平和苏达辞书称阿波罗尼奥斯之父希律（silleus）或者伊利斯（Illeus）(第二篇生平称他的母亲为"罗德"（"Rhodē"），但这是不确切的；罗德意为"罗德岛女人"，并且可以肯定地说这是从他的称号"罗德岛的"附会而来)。两篇生平、苏达辞书、和地理学作家斯特拉波说他来自亚历山大里亚;[1]阿特纳奥斯（Athenaeus）和伊良（aelian）说他来自瑙克拉提斯(Naucratis)，亚历山大里亚以南70公里的尼罗河畔城镇。[2]没有任何资料表明他的出生日期。
- 卡利馬科斯（"Callimachus"）的学生:两篇生平和苏达辞书 都同意阿波罗尼奥斯是诗人和学者卡利馬科斯的学生。第二篇生平 还补充说：据不可靠消息，阿波罗尼奥斯与卡利馬科斯葬在一起。
- 亚历山大里亚图书馆馆长:第二篇生平、苏达辞书、俄克喜林库斯文书第1241 都证实了阿波罗尼奥斯拥有这一职位。俄克喜林库斯文书第1241此外还明确了在图书馆长的竞选中阿波罗尼奥斯为埃拉托色尼所战胜; 这一定不晚于公元前247\246年（根据从网上得到的资料，应为公元前234年，但这是以埃拉色托尼的去世年份作为其的去职年份，不可信[3]）, 正是托勒密三世（施主一世）统治的时代,他就是那位任命埃拉托色尼的君主。(苏达辞书告诉我们阿波罗尼奥斯战胜了埃拉托色尼，但这是不可能的；阿波罗尼奥斯师从于卡利馬科斯，而卡利馬科斯死于公元前约240年。第一篇生平说阿波罗尼奥斯是托勒密三世的同时代人;至少直到公元前204年埃拉托色尼一直保有这一职位)[4]
- 从亚历山大里亚到罗德岛的迁移:两篇生平 和苏达辞书证实这一点；因此称号"罗德岛的"得以加上他的名字。然而难以确定他是否死在那，抑或是后来为了得到亚历山大利亚图书馆馆长的职位而返回亚历山大里亚。
- 死亡：只有两篇生平告诉我们关于阿波罗尼奥斯之死的信息,然而它们却自相矛盾。第一篇生平告诉我们他死在罗德岛；第二篇则告诉我们他死在亚历山大里亚。

从以上可以归纳出(1) 阿波罗尼奥斯生于亚历山大里亚或瑙克拉提斯；(2)他在罗德岛住过一段时间；(3)他的亚历山大里亚图书馆馆长的职位一直保持到至少公元前246年。可以推断出他生活于公元前三世纪早期和中期。

### 轶事
宫廷诗歌使得史诗得到了保存, 这归功于"文法学家阿波罗尼奥斯", 正是他嘲笑了卡利马科斯和他最著名的诗, "起源。
此外，有几种来源解释卡利马科斯现已失传的的诗《朱鹫》（"ibis"）是与敌人（被认为是阿波罗尼奥斯）争辩的产物。这些注解可以使我们在大脑中浮现出二人之间激烈争论文学的场景。然而关于这个故事真相的争论在现代学术研究中持续，两个方面的看法都有。两篇生平都强调了诗人间的友谊,第二篇生平甚至说他们被葬在一起。因而有些学者怀疑朱鹫作为诗人间的争论产物这一点是否正确。观点仍然不一致，然而大部分关于希腊文学的研究人员相信如果争论发生过，它一定十分激烈。
阿波罗尼奥斯的第二篇轶事：这则轶事被收入在生平中，讲述作为一个年轻人的阿波罗尼奥斯，在亚历山大里亚为人们表演了他的史诗阿尔戈英雄纪。他因此而广受嘲笑，羞愧地逃到了罗德岛。在那罗德岛人热情地招待了他并且给予了他公民权。根据第二篇生平，在这之后，他得意洋洋地回到了亚历山大里亚。很快他就被选为亚历山大里亚图书馆馆长。这则故事看上去并不很可信，它混杂了"本乡人中无先知"和"失败者的光辉东山再起"。古代传记往往充斥了这样的童话故事。

## 阿尔戈英雄纪
阿尔戈英雄纪在一些方面与传统或者荷马史诗不同，尽管阿波罗尼奥斯确实是以荷马作为模范的。阿尔戈英雄纪比荷马史诗短，仅有4章不到六千行，而伊利亚特 则超过一万六千行。阿波罗尼奥斯可能受到了卡利馬科斯的简短或亚里士多德’对诗的要求即"诗要比过去的史诗短，以发生在一幕场景中的悲剧那样回答" (诗学).
阿波罗尼奥斯的史诗在缺点上与过去的史诗不同，主角伊阿宋表现得更人性化，诗中夹杂着许多对本土风俗和其起因的漫谈，和其他希腊诗中流行的话题。阿波罗尼奥斯也选择了相对不那么可怕的神话版本，比如说美狄亚，她仅仅目睹了阿普绪耳托斯的被谋杀而不是亲手杀了他。神明显得更加遥远，在诗的多数场合神明并不活跃，这表现了希腊化时代希腊人想要合理的解释和说明神话的倾向。异性恋情比如伊阿宋的比同性恋情例如赫拉克勒斯和许罗斯的相较更加突出,这也是希腊化文学的一个倾向。很多批评家把第三章中美狄亚与伊阿宋之恋看做杰作和最令人印象深刻的插曲。
对诗歌的看法随着时光流逝而改变，一些古代诗文批评家认为这不过是平平之作。而近代批评家在这首诗中看到了兴趣的复兴和才能的觉醒。现在，许多关于此的学术研究被定期出版，他对后世的诗人比方说维吉尔的影响被良好地觉察, 任何对史诗的研究现在都不得不把目光投向阿波罗尼奥斯。

### 版本
- 第一版"(佛罗伦萨, 1496).
- Merkel-Keil (带有注解, 1854).
- Seaton (1900).
- Fränkel (1961).
- Vian (1974–81).

### 英文译本
诗：
- Greene 1780
- Fawkes 1780
- Preston 1811
- Way 1901
- Green 1989

散文：
- Coleridge 1889
- Rieu 1959, The Voyage of Argo: The Argonautica (London) ISBN 0-14-044085-2
- Hunter 1998, Jason and the Golden Fleece (Oxford) ISBN 0-19-283583-1

### 延伸阅读
- Beye, C.R. 1993, Ancient Epic Poetry: Homer, Apollonius, Virgil, 2nd ed. (Ithaca) ISBN 0-86516-607-2
- Clare, R.J. 2002, The Path of the Argo: Language, Imagery and Narrative in the Argonautica of Apollonius Rhodius (Cambridge) ISBN 0-521-81036-1
- Harder, M.A., and M. Cuypers (edd.) 2005, Beginning from Apollo: Studies in Apollonius Rhodius and the Argonautic Tradition (Leuven) ISBN 90-429-1629-X
- Hunter, R.L. 1993, The Argonautica of Apollonius: Literary Studies (Cambridge) ISBN 0-521-41372-9
- Knight, Virginia H., The Renewal of Epic: Responses to Homer in the Argonautica of Apollonius. Leiden: Brill, 1995. ISBN 90-04-10386-4
- Mori, Anatole, The politics of Apollonius Rhodius' Argonautica (Cambridge; New York: Cambridge University Press, 2008).
- Nelis, D.P. 2001, Vergil's Aeneid and the Argonautica of Apollonius Rhodius (Leeds)
- Papanghelis, Theodore D. and Antonios Rengakos (edd.), Brill's companion to Apollonius Rhodius. 2nd rev. ed. (Leiden; Boston: Brill, 2008).

### 注解
1. ↑  斯特拉波14.2.13 （页面存档备份，存于）.
2. ↑  阿特纳奥斯 哲人燕谈录 7.19; 伊良自然界中的动物 15.23.
3. ↑  .   [2010-07-28]. （原始内容存档于2016-03-04）.
4. ↑  苏达辞书关于埃拉托色尼的简介说他从托勒密三世那得到职位并保有直到托勒密五世 (Suda 2898 s.v. Ἐρατοσθένης.
5. ↑  苏达辞书关于卡利马科斯的简介（英语）, Suda 227[永久] s.v. Καλλίμαχος.
6. ↑  Thus D.P. Nelis 1999, review of P. Green 1997, Apollonius: the Argonautica (Berkeley), in Journal of Hellenic Studies 119: 187. For a recent summary of contrasting views, see e.g. A. Cameron 1995, Callimachus and his Critics (Princeton).
7. ↑  伪郎吉努斯 论崇高 33.4; 昆体良 雄辩术原理 10.1.54 （页面存档备份，存于）.

| 新頭銜 | 亚历山大图书馆馆长 | 繼任者： 埃拉托色尼 |